# Acella haldemani
Acella haldemani är en snäckart som först beskrevs av W. G. Binney 1867.  Acella haldemani ingår i släktet Acella och familjen dammsnäckor. Inga underarter finns listade i Catalogue of Life.